# Sinú, río de pasiones
Sinú, río de pasiones es una telenovela colombiana producida por Caracol Televisión en 2016. Esta protagonizada por Natalia Jerez, Mario Espitia, y el actor cubano Carlos Enrique Almirante

## Sinopsis
En el río Sinú nace la Mentira, la Traición y la Venganza reflejados en el triángulo amoroso de 2 amigos entrañables: 'Felipe Guerra' (Carlos Enrique Almirante) y 'Cristian Dangond' (Mario Espitia) por el pecado hecho mujer: 'Lina María' (Natalia Jerez).
Cuenta la historia de Felipe Guerra, un joven capataz de una hacienda ganadera, quien descubre en los ojos de la bella Lina María Henao, al único y verdadero amor. Consciente de las diferencias económicas que existen entre su amada y él, decide aceptar la propuesta de capturar al capo Miguel de Jesús Ortega para obtener una millonaria recompensa. Durante el tiempo que dura esta misión, el joven tendrá que asumir una nueva identidad y olvidarse de la ciudad que lo vio nacer. Pero, ¿qué pasará con Lina mientras él no esté?. 
Cristian, su supuesto mejor amigo, no tendrá problema en acompañarla hasta que él regrese. En medio de esta historia, Cristian se convertirá en un ser ambicioso, desmedido y desalmado que será capaz de disputar a sangre, el amor de la mujer más deseada de la región, así sea la equivocada para ambos en sus caminos al traicionar a Felipe, su mejor amigo que piensa que Lina la mujer de sus sueños es su destino, poniéndolos en una difícil encrucijada,

## Reparto
- Natalia Jerez - Lina María Henao
- Mario Espitia - Cristian Dangond
- Carlos Enrique Almirante - Felipe Guerra
- Diana Hoyos - Leonilde Amador
- Jacqueline Arenal -  Sonia Mascote
- Sofía Araújo - Elizabeth Puello
- Abel Rodríguez - Aníbal Dangond
- Jorge Cao - Carlos Puello
- Myriam de Lourdes - Claudia Escamilla
- Ricardo Mejía - Marcos Galarza
- Katherine Castrillón - Liz Cruz
- José Narváez - José Díaz Granados
- Luis Eduardo Motoa - Gerardo Henao
- Jorge Enrique Abello - Coronel Arteaga

### Actuaciones especiales
- Fernando Solórzano - Miguel Ortega
- Raúl Gutiérrez - Ortíz
- Juliana Galvis - Luisa
- John Mario Rivera - El Propio
- Ricardo Vélez - Botero
- John Bolívar - Harald
- Zulma Rey - Ella misma
- Walter Luengas - Buen Día
- Víctor Hugo Morant - Abogado
- Gabriel Ochoa - Mauricio Colon
- Eibar Gutiérrez - Pacheco
- Sthepanie Abello - Periodista
- Lucho Velasco - Teniente Núñez
- Girolly Gutiérrez - Peláez
- David Noreña - Fiscal
- Víctor Cifuentes - Juez
- Santiago Bejarano - Médico Especialista
- Linda Baldrich - Elsa Mogollón / Adelaida
- Gerardo Calero - Dr. Samper
- Jaime Serrano - Socio de Marcos
- Luis Fernando Patiño - Kabrald
- Nacho Hijuelos - Comandante de la guerrilla
- Luis Fernando Gil - Lorenzo
- Julio Nava - Capitán de la guerrilla
- Néstor Alfonso Rojas
- Tatiana Jáuregui -
- Julio Correal - Capataz Misael Garzón
- Fernando de la Pava - Abogado de Ortiz
- José Fernando de la Pava Correa - Detective
- Jairo Ordóñez
- Fernando Lara
- Mauricio Montoya
- Jorge Sánchez
- Luis Ignacio Cabrales
- Guillermo Villa
- Mario Calderón
- Daniel Espinoza
- Carlos Fernando Medina

## Producción

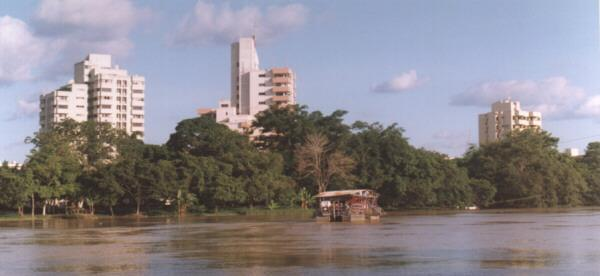
Montería, Colombia; Principal localización de grabaciones de Sinú

La telenovela fue grabada en Bogotá y en exteriores de Montería, Cereté, Lorica, entre otros municipios, del departamento de Córdoba.

## Audiencia
En su estreno, la telenovela marcó 8.5 puntos de índice de audiencia y posteriormente se mantuvo entre 6.0 y 6.5 puntos.
En sus últimos capítulos Sinú, río de pasiones logró alcanzar un índice de audiencia máximo de 7.0 puntos, llegando a un valor de 8.2 puntos en su capítulo final.